# Saint-Créac, Gers
Saint-Créac är en kommun i departementet Gers i regionen Occitanien i sydvästra Frankrike. Kommunen ligger i kantonen Saint-Clar som tillhör arrondissementet Condom. År 2022 hade Saint-Créac 87 invånare.

## Befolkningsutveckling
Antalet invånare i kommunen Saint-Créac
Referens:INSEE